# Polymera (Polymera) clausa
Polymera (Polymera) clausa is een tweevleugelige uit de familie steltmuggen (Limoniidae). De soort komt voor in het Neotropisch gebied.